# Lijst van beschermd erfgoed in Meix-devant-Virton
Onderstaande tabel geeft een overzicht van de beschermde erfgoederen in de gemeente Meix-devant-Virton. Het beschermd erfgoed maakt deel uit van het cultureel erfgoed in België.
| Object                                                                                                | Bouwjaar/architect | Deelgemeente | Adres                    | Coördinaten                   | Nummer?                | Afbeelding       |
| --- | ------------------ | ------------ | ------------------------ | ----------------------------- | ---------------------- | ---------------- |
| Keermuur en omheining van de begraafplaats van de kerk Saint-André                                    |                    |              |                          | 49° 37' 10" NB, 5° 25' 33" OL | 85024-CLT-0001-01 Info |                  |
| Kerk Saint-André en omliggende terreinen                                                              |                    |              |                          | 49° 37' 9" NB, 5° 25' 31" OL  | 85024-CLT-0002-01 Info |                  |
| Pastorie van de kerk Saint-André                                                                      |                    |              | Grand'Route n°9          | 49° 37' 11" NB, 5° 25' 34" OL | 85024-CLT-0003-01 Info |                  |
| Oven van de kerk Saint-André                                                                          |                    |              |                          | 49° 37' 11" NB, 5° 25' 34" OL | 85024-CLT-0004-01 Info |                  |
| Tiendschuur van de kerk Saint-André                                                                   |                    |              | Grand'Route n°9          | 49° 37' 11" NB, 5° 25' 34" OL | 85024-CLT-0005-01 Info |                  |
| Kerk Saint-André                                                                                      |                    |              |                          | 49° 37' 9" NB, 5° 25' 33" OL  | 85024-CLT-0006-01 Info | Kerk Saint-André |
| De vijvers van Soye                                                                                   |                    |              |                          | 49° 37' 50" NB, 5° 25' 18" OL | 85024-CLT-0007-01 Info |                  |
| Boerderij: gevels en daken                                                                            |                    |              | rue de la Soye n°51      | 49° 37' 3" NB, 5° 24' 19" OL  | 85024-CLT-0008-01 Info |                  |
| Huis: gevels en daken, en de muur van de boomgaard                                                    |                    |              | Place du Tilleul n° 21   | 49° 37' 14" NB, 5° 25' 42" OL | 85024-CLT-0009-01 Info |                  |
| Gebouw: voorgevel en het hele dak                                                                     |                    |              | Grand' Rue n° 37         | 49° 35' 43" NB, 5° 30' 27" OL | 85024-CLT-0010-01 Info |                  |
| Huis: ingang van het hoofdgebouw, inclusief de niche                                                  |                    |              | place de l'Eglise n° 105 | 49° 37' 8" NB, 5° 25' 29" OL  | 85024-CLT-0011-01 Info |                  |
| Boerderij: gevels en voorzijde dak                                                                    |                    |              | Petite rue n°160         | 49° 37' 6" NB, 5° 25' 37" OL  | 85024-CLT-0012-01 Info |                  |
| Boerderij: gevels en daken                                                                            |                    |              | Rue du centre n° 69      | 49° 34' 29" NB, 5° 28' 47" OL | 85024-CLT-0013-01 Info |                  |
| Gevels en daken, achter-binnenplaats en de keermuur en verharde terrein voor de oude openbaar washuis |                    |              | rue Gérouville 28        | 49° 36' 18" NB, 5° 28' 41" OL | 85024-CLT-0014-01 Info |                  |